# Chuggington – Die Loks sind los!
Chuggington – Die Loks sind los! (Originaltitel: Chuggington) ist eine computeranimierte Fernsehserie über die fiktive Stadt Chuggington und ihre lebendigen Züge. Die Sendung wird seit 2008 von Ludorum und BBC produziert. Jede Folge erzählt eine Geschichte über die drei Hauptcharaktere Wilson, Bastian und Koko. Die Serie richtet sich an Kinder im Alter zwischen drei und fünf Jahren.

## Inhalt
Chuggington ist ein Ort, an dem Züge die einzige Transportform sind. Die Lokomotiven sind in dieser Welt lebendige und gleichwertige Mitglieder der Gesellschaft. Sie können denken, reden und brauchen keine Lokführer. Im Lokdepot von Chuggington, welches im Herzen der Stadt liegt, leben alle Arten von Lokomotiven zusammen: Diesel-, Elektro- und Dampfloks, Schnellzüge, Rangier- und Güterloks. Jedes Gleis im Land ist von Chuggington aus zu erreichen. Im Depot gibt es Bahnsteige, Reparaturwerkstätten, Tankstellen, Ringlokschuppen und Übungsplätze. Vier verschieden farbige Tunnel führen aus dem Depot hinaus in die weite Welt.
Die Serie handelt von der Ausbildungs-Zeit von Wilson, Bastian und Koko, drei jungen Lokomotiven in Ausbildung, die lernen müssen, wie man sich auf den Gleisen zurechtfindet. Sie reflektieren die Erfahrungen, die jedes Vorschulkind machen muss, wenn es die ersten eigenständigen Schritte in der Welt macht. Sorgsam geführt und unterstützt werden die Sprösslinge von Fee, der Lautsprecher- und Signalansagerin des Depots, und von Daniel, einer Rangierlok, der die drei unterrichtet und trainiert, wie man mit Waggons umgeht.

## Hauptfiguren
- Koko ist eine furchtlose, windschnittige Hochgeschwindigkeitslok nach dem Vorbild der Shinkansen-Baureihe 0. Im Gegensatz zu Wilson und Bastian ist Koko komplett elektrisch betrieben und bekommt ihre Energie direkt aus den Schienen. Sie ist eine Unruhestifterin und liebt es, die Jungs zu ärgern und sie zu Unsinn anzuspornen. Sie fordert sie oft zu Rennen heraus, da sie weiß, dass keiner schneller ist als sie. Koko liebt es, durch die Landschaft zu rasen und den anderen davonzufahren, was auch zu einigen Problemen führt. Koko ist sehr selbstbewusst, hat das Herz aber dennoch am rechten Fleck und bereut es zutiefst, wenn sie mit ihrer Art ihre Freunde in Schwierigkeiten gebracht hat.

- Wilson ist eine lebhafte Multi-Funktions-Diesellok, der EMD F-Serie nachempfunden. Doch wegen seines Eifers hört er oft nicht richtig zu und gerät in Schwierigkeiten. Er ist auch bekannt dafür, ein sehr kurzes Gedächtnis und eine noch kürzere Aufmerksamkeitsspanne zu haben. Manchmal ist Wilson frustriert, dass er nicht so stark wie Bastian ist oder so schnell wie Koko. Er erkennt seine eigenen Fähigkeiten nicht, hat ein großes Selbstvertrauen im gewohnten alltäglichen Umfeld und ist gegenüber Neuem und Unbekanntem sehr unsicher.

- Bastian (Brewster) ist eine große und massive dieselelektrische Lokomotive für schwere Ladungen. Er ist einer BR-Klasse 55 nachempfunden, aber hat im Gegensatz zur echten Lok wie z. B. Koko und Wilson nur einen Führerstand, der das Gesicht bildet und einen Wagenübergang am anderen Ende. Er kann manchmal seine eigene Kraft nicht ganz kontrollieren, was ihn ein wenig unbeholfen und schusselig erscheinen lässt. Bastian ist ernsthafter und disziplinierter als die anderen beiden. Wenn Koko und Wilson bei den Anweisungen herumalbern, stellt er dagegen viele Fragen. Zwar sind die anderen davon manchmal frustriert, aber viel öfter ist seine Sorgfalt hilfreich. Er ist sehr verlässlich und man kann bei Problemen immer auf ihn zählen.

- Leon und Lea (Hoot and Toot) sind Zwillinge. Sie sind fast immer nur Rücken an Rücken zu sehen, aber in den letzten Episoden versuchen sie endlich auch mal allein zurechtzukommen. Lea ist grün und hat blaue Augen. Leon ist blau und hat grüne Augen. Er hat außerdem eine Rot-Grün-Sehschwäche.

- Betty (Piper) ist eine kleine zwei Jahre alte Öl-Dampflok. In ihrer ersten Folge erwähnt Großvater Pete, dass sie sogar mit Pflanzenöl läuft. Manchmal kann sie recht schelmisch sein.

## Nebenfiguren
- Fee (Vee) ist die Lautsprecher- und Signalansagerin im Depot. Sie teilt den Loks ihre Aufgaben zu und sagt ihnen, durch welchen Tunnel sie fahren müssen. Fee ist sehr hilfsbereit, muss die kleinen Loks aber auch ermahnen. Sie ist nie anders als als Lautsprecher zu sehen, daher weiß man nicht, ob sie ein Mensch ist oder evtl. ein selbstständig denkendes System wie die Loks.

- Daniel (Dunbar) ist eine Rangierlok, die die kleinen Loks unterrichtet. Allerdings hat er auch immer viel zu tun, speziell in den Trainingsstunden. Dann stellen die kleinen Loks meist etwas an oder wollen auf eigene Faust weiter trainieren, was oft schiefgeht. Er ist einer Electro-Motive-Diesel-Lokomotive, wie der EMD GP38-2, nachempfunden. Nach einer Weile (in Staffel 3) verlässt er Chuggington für eine "kleine Auszeit" und wird durch die Kranlok Sascha ersetzt.

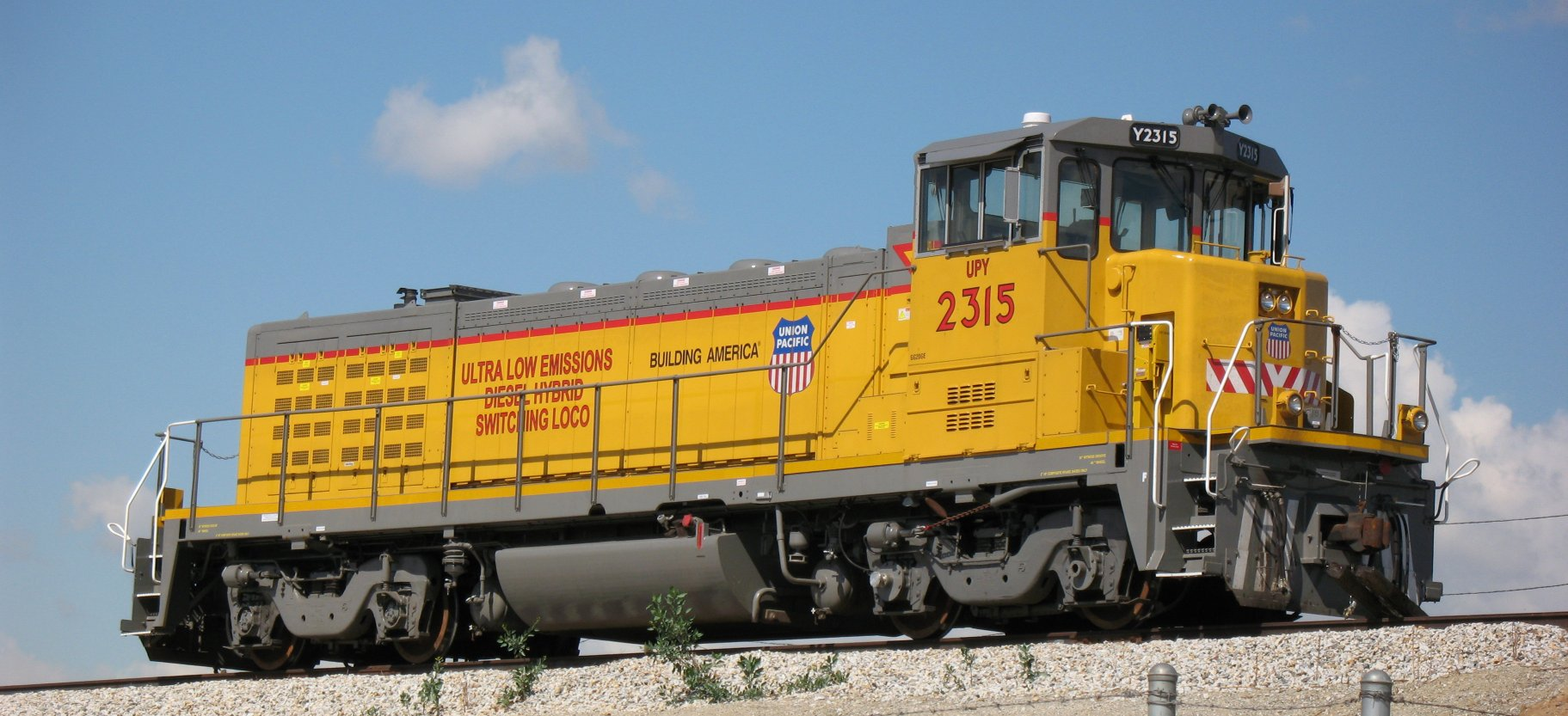
Railpower GG20B, Vorbild für Sascha (Skylar)

- Sascha (Skylar) ist eine große, gerade frisch von der Trainingsakademie gekommene Kranlok. Sein Kran endet in einer 3-Finger-Kralle. Er kann seinen Kran oder seine seitlichen Ausleger dazu benutzen sich selbst hoch- und umzudrehen oder auf ein anderes Gleis zu setzen. Er erinnert an eine GG20B-Green-Goat-Lokomotive, modifiziert durch einen Kran.

- Lukas (Emery) ist eine S-Bahn nach amerikanischem Vorbild (z. B. Urban Transportation Development Corporation, Intermediate-Capacity-Transit-System-Scarborough-RT-Typ E-Lok). Er ist meist auf einer eigenen Hochbahnstrecke oder wie Kelly im Untergrund unterwegs, um schneller seine Fahrgäste befördern zu können. Mit Vorliebe spielt er den anderen Loks Streiche. Er ist eine der wenigen Loks, die immer mit Waggon zu sehen sind. Nur selten kuppelt er ihn ab, um schneller zu sein.

- Sophie (Zephie) ist eine junge Hebebühnenbahn. Im Gegensatz zu den anderen Loks kann sie sich ringsherum drehen und, wenn sie aufgeregt ist, ihren Aufbau anheben. Sie ist ein sprunghafter, alberner und lustiger Teenager. Für gewöhnlich wird sie für kleinere Lieferfahrten und Sonderzustellungen eingesetzt oder bringt einzelne Personen schnell ans Ziel.

- Kelly (Calley) ist die Rettungs-Lok und wird immer dann gerufen, wenn irgendjemand in Chuggington einen Unfall baut. Um schneller am Unfallort zu sein, hat sie einen unterirdischen Waggonschuppen mit mehreren Gleisen und den verschiedensten Rettungswaggons (wie z. B. einen Feuer-Löschwaggon oder einen Tankwaggon). In Staffel 4 tritt sie den Chughelfern bei.

- Hodge (gebaut aus einem ganzen Sammelsurium – englisch = hodge-podge – von Teilen) ist eine sechsrädrige Diesel-Lok, der normalerweise mit dem Menschen Eddie zusammenarbeitet. Er ist ein bisschen wie ein Pick-Up-Truck und wird auch des Öfteren damit beauftragt, den Müll zum Recyclinghof zu bringen. Mit seinem „Hab-schon-alles-gesehen“-Gemüt ist es schwer, ihn aufzuregen.

- Erwin (Irving) ist die Recycling-Lok in Chuggington. Er ist nicht streng, aber trotzdem achtet er äußerst darauf, dass alles perfekt ist. Erwin betreibt den örtlichen Recyclinghof, wo er alle Abfälle sortiert.

- Großvater Pete (Old Puffer Pete) ist die älteste Dampflok in Chuggington. Pete liebt es, seine Weisheiten an die drei Sprösslinge Wilson, Koko und Bastian weiterzugeben. Er macht sie jedoch ab und zu mit seinen endlosen Geschichten verrückt und kann sich nie an ihre Namen erinnern, obwohl er sie alle drei sehr gerne hat.

- Frostini ist die Eiscreme-Lok und hat dafür eine spezielle Einrichtung eingebaut, um Eis-Kreationen zu servieren. Vorbild für ihn war der Pioneer Zephyr. Außerdem arbeitet er in der Eisfabrik und kombiniert dort auch neue Eissorten. Frostini spricht in einem italienischen Akzent.

- Almut (Olwin) ist eine Dampflok der LNER-Klasse A4. Sie ist allen Loks gegenüber sehr fürsorglich, achtet allerdings immer sehr auf ihr Äußeres. Daher versucht sie mit Erfolg, die dreckige Arbeit an andere zu delegieren.

- Christian (Chatsworth) ist eine etwas ältere, gewählt sprechende Lok, die meistens die gleichen Aufgaben erledigt, wie Harry. Er ist der „Baldwin Sharknose“ nachempfunden.

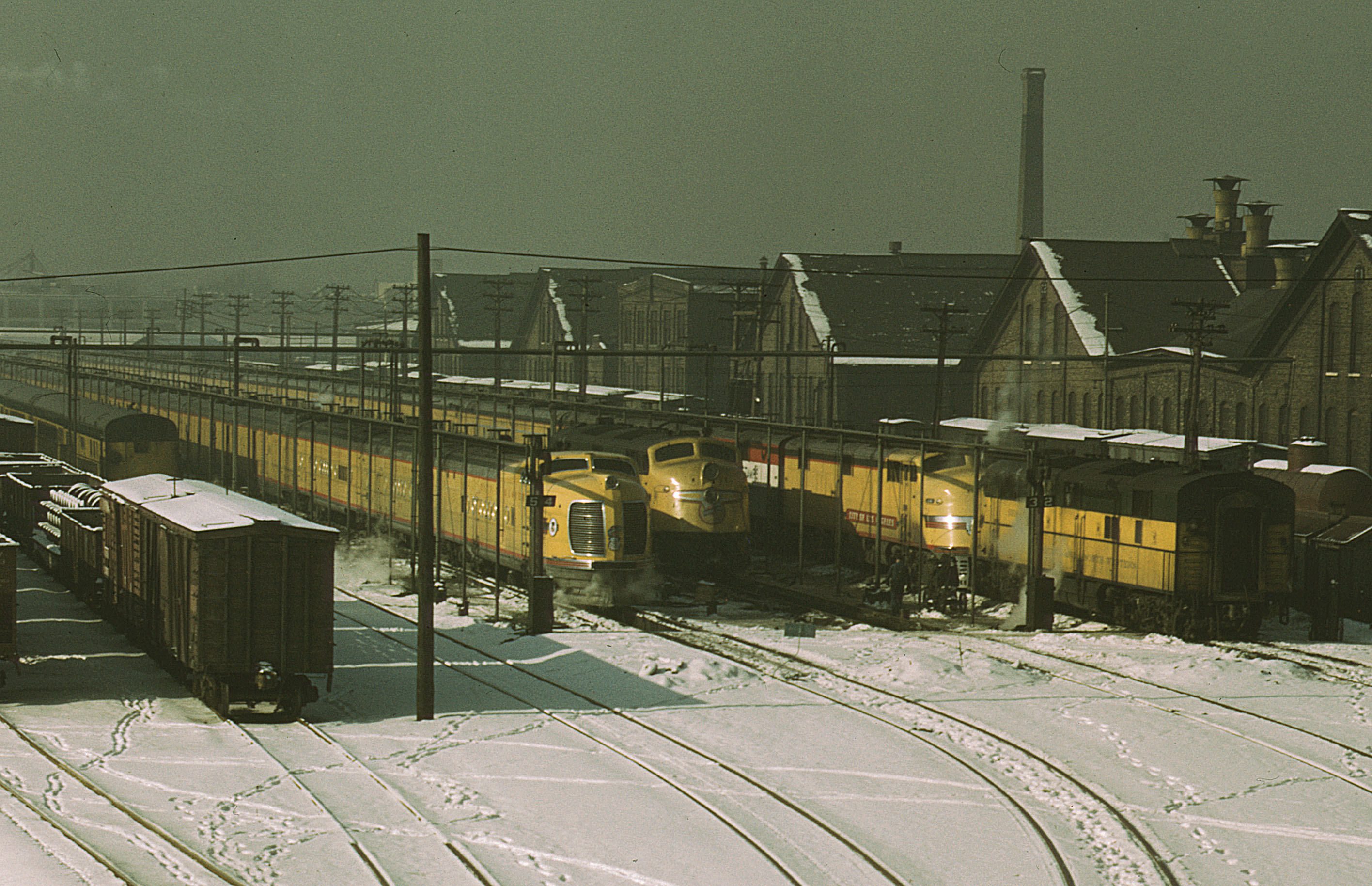
UP M-10003/6 (zweite von links), Vorbild für Harrison

- Harrison, genannt Harry, ist eine große blaue Lok, ähnlich den UP M-10003 bis M-10006, und gilt als eine der schnellsten Loks in Chuggington.

- Speedy (mit vollem Namen Speedy McAllister) ist eine Schnell-Dampflok, basierend auf der CNW Class E-4. Speedy ist immer etwas brummelig, meint es aber gut und hilft, wo er kann. Er bevorzugt die mehr industriellen Jobs. Sein Tuten ist das Tiefste und Lauteste in ganz Chuggington.

- M'tambo ist die Safaripark-Lok und arbeitet rund um den Safari-Park. Er macht Touren mit den Besuchern und kümmert sich auch um den anfallenden Müll. Er spricht mit einem afrikanischen Akzent und hat schon viel in der Welt gesehen.

- SuperLok (ActionChugger) hat Triebwerke ähnlich einem Düsenflugzeug und somit die Fähigkeit, zu fliegen. Er ist der Filmstar und Retter in der Not. Wenn jemand Probleme hat, wird SuperLok das durch ein rotes Blinklicht auf seiner Nase angezeigt und er lässt dann immer alles stehen und liegen, um zu Hilfe zu eilen.

- Dana (Decka) ist ziemlich bunt, aber nur sehr selten zu sehen. Sie ist wie Lukas ein Personenzug, allerdings ein Doppeldecker, der für schwere Ladung bzw. Personen gebaut ist. Sie hat ein Display, mit dem sie z. B. Partyzeichen o. ä. anzeigen kann und eine riesige Persönlichkeit.

- Tai ist ein ab Staffel 7 auftretender Lehrling im Hafen von Chuggington. Sie kommt ursprünglich aus dem Hafen von Zheng-Chu, arbeitet jetzt aber mit Hagen und Skipper Stu in den Docks. Sie sieht genauso aus wie Kelly.

- Timon (Jackman) ist der Leiter der Chughelfer in Chuggington. Wilson wird ab Staffel 4 als Lehrling bei ihm ausgebildet.

- Otto (Asher) ist eine Feuerwehrlok und stammt ursprünglich aus Tootington. Er ist ebenfalls Ausbilder von Wilson bei den Chughelfern.

- Max (Zack) ist der Leiter der Chugarbeiter in Chuggington. Er erledigt mit seinem Team verschiedene Bauarbeiten. Er ist der Ausbilder von Bastian, der ab der 4. Staffel in das Team der Chugarbeiter aufgenommen wird

- Finn (Fletch) ist ebenfalls ein Chugarbeiter, der meist ähnliche Arbeiten wie Max erledigt.

- Tina (Tyne) ist die dritte Chugarbeiterin. Sie ist für Sprengarbeiten oder Tunnelbohrungen vorgesehen.

- Hanzo ist der Leiter des Hochgeschwindigkeitsteams von Chuggington. Er ist der Ausbilder von Koko, die in Staffel 4 in diese Flotte aufgenommen wird. Er ist ein sehr ruhiger Charakter und gilt als sehr weise.

- David (Daley) ist eine Hochgeschwindigkeitslok für Kurierdienstleistungen in Chuggington. Er transportiert überwiegend Pakete und überbringt auch wichtige Nachrichten.

- Lisa (Payce) ist eine Hochgeschwindigkeitslok, welche die Strecke zwischen Chuggington und Tootington befährt. Sie tritt nach Fertigstellung dieser Hochgeschwindigkeitsverbindung in Staffel 4 auf.

- Skipper Stu ist der Leiter des Hafens in Chuggington. Er kümmert sich meist um die Abfertigung von Schiffen im Hafen und ist hier meistens in einem Löschkran zu sehen.

- Hauke und Hagen (Harry and Hamish) sind zwei fast identische Schlepploks, die in der Lage sind, eintreffende Schiffe im Hafen an Land zu ziehen.

- Klaas (Russ) ist eine im Hafen stationierte Kranlok.

- Konrad (Cormac) ist eine Staplerlok, die zusammen mit Großvater Pete auf dem Güterverladehof von Chuggington arbeitet. Er bedient entweder den großen Verladekran oder stapelt Container.

- Rosa ist eine aus San Lokomota stammende Kranlok. Sie spricht mit einem spanischen Akzent und tritt das erste Mal in Staffel 6 auf. Im späteren Verlauf tritt sie den Chugarbeitern bei.

### Menschliche Hauptfiguren
- Moritz (Morgan) ist Mechaniker im Depot. Er lebt in einem Haus, das aussieht wie ein Dienstwaggon mitten in Chuggington.

- Eddie ist der Depot-Handwerker, der alle anfallenden Aufgaben erledigt, inklusive der Reparatur von Schienen und Signalen etc. Im Augenblick lebt er in einem "Wohnwaggon", der ähnlich aussieht, wie das Haus von Moritz. Vorher lebte er bei seinen Eltern und musste immer mit dem Zug (Lukas) zur Arbeit kommen. Er war oft zu spät, daher baute das Werkstattteam ihm den Wohnwaggon, der nun in der Nähe von Chuggington steht.

- Lara (Lori) ist Moritz' Mitarbeiterin und wurde auch gelegentlich damit beauftragt, die Loks zu waschen, bevor dann die Lokwaschanlage kam. Sie scheint bei Moritz in der Lehre zu sein und auch ab und zu die Berufsschule zu besuchen.

- Vicky ist die Safaripark-Rangerin. Zusammen mit M'tambo kümmert sie sich um die Tiere.

- Dr. Gosling ist der Zootierarzt.

- Dr. Ling ist die Wissenschaftlerin. Sie erforscht und erfindet Dinge.

- Hendrik (Howie) ist der Leiter des Waschtrupps. Er ist meistens über ein Mikrofon zu hören und erteilt den Loks nach der Wäsche manchmal Aufträge.

## Produktion und Veröffentlichung
Die Serie wird vom britischen Studio Ludorum und der BBC unter der Regie von Sarah Ball produziert, die ebenfalls Produzentin ist. Die Musik wurde komponiert von Chris McHale. Für den Schnitt sind Jane Hicks und Jill Garrett verantwortlich. Als künstlerischer Leiter ist Ben Turner tätig. Die 3D-Modelle und Animationen sind mit der Software Maya von Autodesk erstellt worden. Von den 10 Minuten langen Folgen wurden bisher 78 produziert. Darüber hinaus entstanden Kurzfolgen von jeweils vier Minuten, in denen die jungen Lokomotiven versuchen, verschiedene Auszeichnungen zu erlangen.
Seit dem 27. September 2008 wird die Serie von dem Sender CBeebies gezeigt. Die deutsche Erstausstrahlung fand ab dem 1. Januar 2009 bei SUPER RTL statt. Darüber hinaus wurde die Serie auch in Norwegen, Australien und Frankreich gezeigt. Auf DVD wurde die Serie in Großbritannien, den USA und Deutschland (Universal) herausgebracht.

## Episoden
| Nummer (gesamt) | Nummer (Staffel) | Deutscher Titel                | Originaltitel               | Erstausstrahlung (Deutschland) |
| 1               | 1                | Der Stromausfall               | Can’t Catch Koko            | 1. Januar 2009                 |
| 2               | 2                | Wilson und der Elefant         | Wilson And The Elephant     | 1. Januar 2009                 |
| 3               | 3                | Wilson traut sich nicht        | Clunky Wilson               | 2. Januar 2009                 |
| 4               | 4                | Koko und der Tunnel            | Koko And The Tunnel         | 2. Januar 2009                 |
| 5               | 5                | Nicht so schnell, Bastian      | Braking Brewster            | 4. Januar 2009                 |
| 6               | 6                | Hodge und der Magnet           | Hodge And The Magnet        | 4. Januar 2009                 |
| 7               | 7                | Koko und die Eichhörnchen      | Koko And The Squirrels      | 6. Januar 2009                 |
| 8               | 8                | Die Lok-Waschanlage            | Wilson Gets A Wash          | 6. Januar 2009                 |
| 9               | 9                | Bastian und das Affentheater   | Brewster Goes Bananas       | 7. Januar 2009                 |
| 10              | 10               | Die Eiskrem-Medaille           | Bang Klang Wilson           | 7. Januar 2009                 |
| 11              | 11               | Alt-Chuggington                | Old Puffer Pete’s Tour      | 8. Januar 2009                 |
| 12              | 12               | Ein neues Zuhause für Eddie    | Late Again Eddie            | 8. Januar 2009                 |
| 13              | 13               | Rolle sanft und nicht hart!    | Wilson’s Smooth Moves       | 9. Januar 2009                 |
| 14              | 14               | Die Hitzewelle                 | Cool Wilson                 | 9. Januar 2009                 |
| 15              | 15               | Die Lok-Meisterschaften        | The Chugger Championship    | 11. Januar 2009                |
| 16              | 16               | Super-Bastian                  | Action Brewster             | 11. Januar 2009                |
| 17              | 17               | Koko und der kleine Hund       | Koko’s Puppy Training       | 13. Januar 2009                |
| 18              | 18               | Sophie bekommt eine Sirene     | Zephie’s Zoomaround         | 13. Januar 2009                |
| 19              | 19               | Koko in Rufbereitschaft        | Koko On Call                | 14. Januar 2009                |
| 20              | 20               | Sachte! Leuchte! Puste!        | Outward Bound Olwin         | 14. Januar 2009                |
| 21              | 21               | Bastian und der Drache         | Brewster And The Dragon     | 15. Januar 2009                |
| 22              | 22               | Eine Wette mit Folgen          | Wake Up Wilson              | 15. Januar 2009                |
| 23              | 23               | Die Schnitzeljagd              | Brewster Knows Best         | 16. Januar 2009                |
| 24              | 24               | Das Passagierabzeichen         | Koko Pulls It Over          | 16. Januar 2009                |
| 25              | 25               | Wilsons Versprechen            | Wilson And The Ice Cream    | 18. Januar 2009                |
| 26              | 26               | Wilsons Safari-Tour            | Wilson’s Wacky Tour         | 18. Januar 2009                |
| 27              | 27               | Hodges Geheimnis               | Hodge’s Secret              | 5. Juli 2009                   |
| 28              | 28               | Frostinis Früchte Fandango     | Frostini’s Fruit Fandango   | 7. Juli 2009                   |
| 29              | 29               | Sophie, die Spitzenreporterin  | Zephie Ace Reporter         | 8. Juli 2009                   |
| 30              | 30               | Lukas – Superstar              | Famous Emery                | 9. Juli 2009                   |
| 31              | 31               | Pass auf, Wilson!              | Watch Out Wilson!           | 10. Juli 2009                  |
| 32              | 32               | Bastians Hobby                 | Brewster’s Hobby            | 12. Juli 2009                  |
| 33              | 33               | Sophies Affenangst             | Zephie’s Monkey Business    | 15. Juli 2009                  |
| 34              | 34               | Armer Großvater Pete           | Poor Old Puffer Pete        | 16. Juli 2009                  |
| 35              | 35               | Inspektor Lukas                | Inspector Emery             | 17. Juli 2009                  |
| 36              | 36               | Krankenpfleger Wilson          | Nurse Wilson                | 19. Juli 2009                  |
| 37              | 37               | Mtambos aufregende Abenteuer   | Mtambo’s Amazing Adventure  | 21. Juli 2009                  |
| 38              | 38               | Schlafloser Christian          | Rock-a-Bye Chatsworth       | 22. Juli 2009                  |
| 39              | 39               | Hilfsbereiter Hodge            | Helpful Hodge               | 23. Juli 2009                  |
| 40              | 40               | Bastian zur Rettung!           | Brewster To The Rescue      | 27. Oktober 2009               |
| 41              | 41               | Wilson der Künstler            | Wilson And The Paint Waggon | 27. Oktober 2009               |
| 42              | 42               | Keine Zeit in Chuggington      | Eddie Finds Time            | 28. Oktober 2009               |
| 43              | 43               | Mtambos königliche Tour        | Mtambo’s Royal Tour         | 28. Oktober 2009               |
| 44              | 44               | Wilson und der verrückte Sturm | Wilson And The Wild Wind    | 29. Oktober 2009               |
| 45              | 45               | Der kranke Großvater Pete      | Old Puffer Pete’s Firebox   | 29. Oktober 2009               |
| 46              | 46               | Trainingsstunde mit Super-Lok  | Jet Pack Wilson             | 30. Oktober 2009               |
| 47              | 47               | Bastians kleine Helferin       | Brewster’s Little Helper    | 30. Oktober 2009               |
| 48              | 48               | Die blubbernde Almut           | Bubbly Olwin                | 2. November 2009               |
| 49              | 49               | Koko trägt die Verantwortung   | Koko Takes Charge           | 2. November 2009               |
| 50              | 50               | Wilsons Papiertransport        | Wilson’s Paper Trail        | 3. November 2009               |
| 51              | 51               | Großvater Pete’s große Show    | Puffer Pete’s Big Show      | 3. November 2009               |
| 52              | 52               | Trainingszeit für Harry        | Training Time Harrison      | 4. November 2009               |

| Nummer (gesamt) | Nummer (Staffel) | Deutscher Titel                             | Originaltitel                  | Erstausstrahlung (Deutschland) |
| 53              | 1                | Kokos neues Aussehen                        | Koko’s New Look                | 23. November 2010              |
| 54              | 2                | Frostinis Eis schmilzt                      | Frostini’s Meltdown            | 24. November 2010              |
| 55              | 3                | Bastian, der Babysitter                     | Babysitter Brewster            | 25. November 2010              |
| 56              | 4                | Der Filmdreh mit Super-Lok                  | Lights, Camera, Action Chugger | 27. November 2010              |
| 57              | 5                | Das Lokziehen                               | Chug Of War                    | 28. November 2010              |
| 58              | 6                | Ein Sturm zieht auf                         | Hodge Sails Away               | 29. November 2010              |
| 59              | 7                | Lukas und der Magier                        | Stop The Press, Emery          | 30. November 2010              |
| 60              | 8                | Leon gegen Lea                              | Hoot V. Toot                   | 1. Dezember 2010               |
| 61              | 9                | Bastian und der Lok-Turbo                   | The Brewster Booster           | 2. Dezember 2010               |
| 62              | 10               | Hodge, der Quizmaster                       | Quizmaster Hodge               | 3. Dezember 2010               |
| 63              | 11               | Wilson und der Dinosaurier                  | Wilson And The Dinosaur        | 6. Dezember 2010               |
| 64              | 12               | Wilson steckt fest                          | Snowstruck Wilson              | 22. November 2010              |
| 65              | 13               | Harry und der Schneeberg                    | Heave Ho Harrison              | 26. November 2010              |
| 66              | 14               | Alles Blitzblank!                           | Scrub-A-Chug                   | 9. September 2011              |
| 67              | 15               | Zurück nach Hause ins All                   | Next Stop Space                | 7. November 2011               |
| 68              | 16               | Der Eissturm                                | Chilly Chuggers                | 7. November 2011               |
| 69              | 17               | Bastian der Filmstar                        | Stunt Brewster                 | 8. November 2011               |
| 70              | 18               | Vereiste Gleise                             | (°)Wilsons’s Icy Escapade      | 8. November 2011               |
| 71              | 19               | Wilson, der rollende Reporter               | Rolling Reporter Wilson        | 9. November 2011               |
| 72              | 20               | Sophie und die Bienen                       | Zephie And The Bees            | 9. November 2011               |
| 73              | 21               | Bastian und die Bürgermeisterin             | Brewster Meets The Mayor       | 10. November 2011              |
| 74              | 22               | Die Lok des Jahres                          | Chugger Of The Year            | 10. November 2011              |
| 75              | 23               | Lukas, der Fehleraufspürer                  | Fault Finder Emery             | 11. November 2011              |
| 76              | 24               | Hodge und das Lok-Navi                      | Hogde & The Chugnav            | 11. November 2011              |
| 77              | 25               | Koko und das Hochgeschwindigkeits-Abzeichen | A Pat On The Paintwork         | 12. November 2011              |
| 78              | 26               | Lügen haben kurze Räder                     | Toot’s Tall Tale               | 12. November 2011              |

| Nummer (gesamt) | Nummer (Staffel) | Deutscher Titel               | Originaltitel             | Erstausstrahlung (Deutschland) |
| 79              | 1                | Die Goldräder                 | Gold Wheels               | 17. September 2012             |
| 80              | 2                | Wilson braucht keine Hilfe    | Special Helper Wilson     | 21. September 2012             |
| 81              | 3                | Die Waggon-Show               | Hodge Can’t Wait          | 28. September 2012             |
| 82              | 4                | Die Lok-Tarnung               | Chug-o-flage              | 5. Oktober 2012                |
| 83              | 5                | Koko spielt zuviel            | Koko’s Game               | 12. Oktober 2012               |
| 84              | 6                | Wilson wird zum Magnet        | Magnetic Wilson           | 22. Februar 2013               |
| 85              | 7                | Sophie und der Stern-Club     | Zephie’s Star Club        | 1. März 2013                   |
| 86              | 8                | Superlok verkleidet sich      | Undercover Action Chugger | 8. März 2013                   |
| 87              | 9                | Bastian, der Filmemacher      | Movie Maker Brewster      | 15. März 2013                  |
| 88              | 10               | Die kleine Dampflok Betty     | Toot’s New Friend         | 23. November 2012              |
| 89              | 11               | Bastian und das Kran-Training | Brewster’s Crane Training | 9. November 2012               |
| 90              | 12               | Bettys wackeliger Ausflug     | Wobbly Wheels             | 7. Dezember 2012               |
| 91              | 13               | Koko und das Geheimnis        | Top Secret Koko           | 16. November 2012              |
| 92              | 14               | Saschas Truppe                | Skylar’s Squad            | 30. November 2012              |

| Nummer (gesamt) | Nummer (Staffel) | Deutscher Titel                     | Originaltitel                | Erstausstrahlung (Deutschland) |
| 93              | 1                | Chug Einsatzteam: Klar zur Rettung! | Chug Patrol: Ready to Rescue | 4. November 2013               |
| 94              | 2                | Halt, Koko, halt!                   | Stop Koko Stop!              | 5. November 2013               |
| 95              | 3                | Kokos wilde Fahrt                   | Runaway Koko                 | 6. November 2013               |
| 96              | 4                | Die große Sprengung                 | Brewster Makes Tracks        | 7. November 2013               |
| 97              | 5                | Chef Wilson                         | Chief Wilson                 | 8. November 2013               |
| 98              | 6                | Wo ist Lukas?                       | Wilson’s Forest Flare        | 22. November 2013              |
| 99              | 7                | Kranführer Bastian                  | Back Up Brewster             | 11. November 2013              |
| 100             | 8                | Schienenverleger Bastian            | Track Laying Brewster        | 12. November 2013              |
| 101             | 9                | Koko, die Entdeckerin               | Explorer Koko                | 13. November 2013              |
| 102             | 10               | Die alte Silberminenstrecke         | The Old Silver Mine Line     | 14. November 2013              |
| 103             | 11               | Teamleiter Bastian                  | Brewster Leads the Way       | 15. November 2013              |
| 104             | 12               | Wilson hat Nachtwache               | Park Patroller Wilson        | 18. November 2013              |
| 105             | 13               | Rettung vom Hochhaus                | High Rise Rescue             | 19. November 2013              |
| 106             | 14               | Mutiger Wilson                      | Fearless Wilson              | 20. November 2013              |
| 107             | 15               | Die Lichterparade                   | Winter Whiteout              | 5. Mai 2014                    |
| 108             | 16               | Eddies Rettung                      | Special Rescue Team          | 6. Mai 2014                    |
| 109             | 17               | Der freie Tag                       | Deputy Chug Patrollers       | 7. Mai 2014                    |
| 110             | 18               | Schnee-Helfer                       | Snow Patrol                  | 8. Mai 2014                    |
| 111             | 19               | Wilson löscht das Feuer             | Blazin’ Wilson               | 9. Mai 2014                    |
| 112             | 20               | Der Chugarbeiter-Test               | On Track Brewster            | 12. Mai 2014                   |
| 113             | 21               | Wir sind die Chugarbeiter           | We Are The Chuggineers       | 13. Mai 2014                   |
| 114             | 22               | Das große Gleisrennen               | Team Trainee                 | 14. Mai 2014                   |
| 115             | 23               | Koko will schneller sein            | Record Breaker Koko          | 15. Mai 2014                   |
| 116             | 24               | Der Tootington Tunnel               | The Tootington Tunnel        | 16. Mai 2014                   |
| 117             | 25               | Der Eisenschlepper-Wettkampf        | Iron Chuggers                | 19. Mai 2014                   |
| 118             | 26               | Ruhig und klar, Wilson              | Round Up Wilson              | 20. Mai 2014                   |

| Nummer (gesamt) | Nummer (Staffel) | Deutscher Titel                    | Originaltitel                   | Erstausstrahlung (Deutschland) |
| 119             | 1                | Kellys neuer Job                   | First Responder Calley          | 24. August 2020                |
| 120             | 2                | Rettung aus der senkgrube          | Sinkhole Rescue                 | 25. August 2020                |
| 121             | 3                | Retter Konrad                      | Cormac Patrol                   | 26. August 2020                |
| 122             | 4                | Im Trainingscamp                   | Trainee Camp                    | 27. August 2020                |
| 123             | 5                | Harrys Rundfahrt durch Chuggington | Tour Guide Harrison             | 28. August 2020                |
| 124             | 6                | Wettrennen der Lieferloks          | Delivery Challenge              | 31. August 2020                |
| 125             | 7                | Kokos Expresslieferung             | Koko Express                    | 1. September 2020              |
| 126             | 8                | Skipper Stu und der Dampfkran      | Skipper Stu and the Steam Crane | 2. September 2020              |
| 127             | 9                | Ein eiskalter Tag in Chuggington   | Chug Patrol Chief               | 3. September 2020              |
| 128             | 10               | Finn geht ein Licht auf            | Fletch Shines                   | 4. September 2020              |

| Nummer (gesamt) | Nummer (Staffel) | Deutscher Titel                           | Originaltitel                     | Erstausstrahlung (Deutschland) |
| 129             | 1                | Trödel-Lok Koko                           | Slow Coach Koko                   | 13. April 2021                 |
| 130             | 2                | Mein Held                                 | My Hero                           | 13. April 2021                 |
| 131             | 3                | Der rollende Radioreporter Wilson         | Wilson's Broadcast Blues          | 14. April 2021                 |
| 132             | 4                | Chaos im Safaripark                       | Wild Safari Park                  | 14. April 2021                 |
| 133             | 5                | Der Geschmack-o-mat                       | Frostini's True Calling           | 15. April 2021                 |
| 134             | 6                | Die altmodische Art                       | The Old Fashioned Way             | 15. April 2021                 |
| 135             | 7                | Die Extratour                             | The Extra Mile                    | 16. April 2021                 |
| 136             | 8                | Die leuchtende Koko                       | Glow Koko                         | 16. April 2021                 |
| 137             | 9                | Rosa aus Lokomota                         | Not From Around Here              | 19. April 2021                 |
| 138             | 10               | Draußen in der Kälte                      | Out In The Cold                   | 19. April 2021                 |
| 139             | 11               | Wilsons Wackel-Wagen                      | Wilson's Wag-A-Lag-On             | 20. April 2021                 |
| 140             | 12               | Schlafmütze Koko                          | Sleepyhead Koko                   | 20. April 2021                 |
| 141             | 13               | Bettys erste Lieferung                    | Piperactive                       | 21. April 2021                 |
| 142             | 14               | Die starke Koko                           | The Mighty Koko                   | 21. April 2021                 |
| 143             | 15               | Die loktastischen Spiele                  | The Fast, The Strong & The Wilson | 22. April 2021                 |
| 144             | 16               | Komme was wolle, wir sind außer Kontrolle | Chug Patrol, Out of Control       | 22. April 2021                 |
| 145             | 17               | Tais überraschende Kräfte                 | The 3 Ways of the Track           | 23. April 2021                 |
| 146             | 18               | Die drei Spione                           | Spy Train                         | 26. April 2021                 |
| 147             | 19               | Ein Partner für Koko                      | Odd Train Out                     | 27. April 2021                 |
| 148             | 20               | Es ist schwierig, sauber zu sein!         | It's Not Easy Being Clean         | 27. April 2021                 |
| 149             | 21               | Ein niedliches Äffchen                    | Monkey Sitting                    | 23. April 2021                 |
| 150             | 22               | Wo geht's lang?                           | Tai Tracks                        | 28. April 2021                 |
| 151             | 23               | Die Rock'n Roller                         | Rock 'n' Rollers                  | 26. April 2021                 |
| 152             | 24               | Bastians tollstes Geschenk                | Brewster's Greatest Gift          | 28. April 2021                 |
| 153             | 25               | Detektiv Bastian                          | Chuggington Noir                  | 29. April 2021                 |
| 154             | 26               | Benutzt eure Fantasie                     | Imagine That                      | 29. April 2021                 |
| 155             | 27               | Alien-Loks                                | Chug Encounters of the Train Kind | 30. April 2021                 |
| 156             | 28               | Die Grusel-Lok                            | The Spooky Chugger                | 30. April 2021                 |
| 157             | 29               | Chug-Helfer in Donner-Mission             | Chug Patrol: Mission Thunder      | 3. Mai 2021                    |
| 158             | 30               | Die königliche Lok                        | The Royal Chugger                 | 3. Mai 2021                    |
| 159             | 31               | Superloks freier Tag                      | Action Chugger's Day Off          | 4. Mai 2021                    |
| 160             | 32               | Zwillingsstreit                           | Twin Trouble                      | 4. Mai 2021                    |
| 161             | 33               | Müder Wilson                              | Night Moves                       | 5. Mai 2021                    |
| 162             | 34               | Eine Aufgabe für das Spion-Team           | The Great Chugger Caper           | 5. Mai 2021                    |
| 163             | 35               | Bettys Stadt Safari-Tour                  | Piper's City Safari               | 6. Mai 2021                    |
| 164             | 36               | Bastian und der Baum                      | The Trainee & The Tree            | 6. Mai 2021                    |
| 165             | 37               | Der Goldklumpen                           | Gold Rush                         | 7. Mai 2021                    |
| 166             | 38               | Versprochen ist versprochen               | Pumpkin Spice Chuggers            | 7. Mai 2021                    |
| 167             | 39               | Krankönigin Rosa                          | Reachin' Rosa                     | 10. Mai 2021                   |
| 168             | 40               | Der Chug-Roboter                          | Chugatronic Cargo                 | 10. Mai 2021                   |
| 169             | 41               | Der Sophie-Express                        | The Zephie Express                | 11. Mai 2021                   |
| 170             | 42               | Der Chuggington-Tag                       | Celebrate Chuggington             | 14. Mai 2021                   |
| 171             | 43               | Die Chug Shui Kunst                       | The Art of Chug Shui              | 11. Mai 2021                   |
| 172             | 44               | Die Chuggington Rekorde                   | The Record Breakers               | 12. Mai 2021                   |
| 173             | 45               | Bastians bester Freund                    | Brewster's Best Buddy             | 12. Mai 2021                   |
| 174             | 46               | Superstar Bastian                         | Superstar Brewster                | 13. Mai 2021                   |
| 175             | 47               | Der Berufe-Tausch-Tag                     | You for a Day                     | 13. Mai 2021                   |
| 176             | 48               | Feiertage in Chuggington                  | Chugging Home for the Holidays    | 12. April 2021                 |

| Nummer (gesamt) | Nummer (Staffel) | Deutscher Titel                          | Originaltitel               | Erstausstrahlung (Deutschland) |
| 1               | 1-01             | Das Gewichtsschätz-Abzeichen             | Weighing It Up              | 25. Oktober 2010               |
| 2               | 1-02             | Das Waggon-Wasch-Abzeichen               | Brewster’s Carwash          | 26. Oktober 2010               |
| 3               | 1-03             | Das Farb-Abzeichen                       | RainBow Chuggers            | 27. Oktober 2010               |
| 4               | 1-04             | Das Patrouillen-Abzeichen                | Chug Patrol                 | 28. Oktober 2010               |
| 5               | 1-05             | Das Merk-dir-den-Weg-Abzeichen           | Remember The Route          | 29. Oktober 2010               |
| 6               | 1-06             | Das Blitzsauber-Abzeichen                | Squeaky Clean               | 1. November 2010               |
| 7               | 1-07             | Das Hup-Abzeichen                        | Honk Your Horns             | 2. November 2010               |
| 8               | 1-08             | Das Klar zur Abfahrt-Abzeichen           | Ready To Roll               | 3. November 2010               |
| 9               | 1-09             | Das Kompetenz-Abzeichen                  | Capable Bruster             | 4. November 2010               |
| 10              | 1-10             | Das Brand-Sicherheits-Abzeichen          | Fire Safety                 | 5. November 2010               |
| 11              | 1-11             | Das Wissen-wo-man-hinfährt-Abzeichen     | Knowing Where You Are Going | 8. November 2010               |
| 12              | 1-12             | Das Helfende-Räder-Abzeichen             | Helping Wheels              | 9. November 2010               |
| 13              | 1-13             | Das Pünktlich-sein-Abzeichen             | Running On Time             | 10. November 2010              |
| 14              | 1-14             | Das Tierhelfer-Abzeichen                 | Animal Helper               | 11. November 2010              |
| 15              | 1-15             | Das Rädertraining-Abzeichen              | Work Those Wheels           | 12. November 2010              |
| 16              | 1-16             | Das Beste-Kumpel-Abzeichen               | Buddy Badge                 | 15. November 2010              |
| 17              | 1-17             | Das Sternkarten-Abzeichen                | Brewster And The Star Map   | 16. November 2010              |
| 18              | 1-18             | Das Notfall-Abzeichen                    | Emergency Emery             | 17. November 2010              |
| 19              | 1-19             | Das Fracht-Abzeichen                     | Koko’s Cargo                | 18. November 2010              |
| 20              | 1-20             | Das Gedächtnis-Abzeichen                 | Concentrate Wilson!         | 19. November 2010              |
| 21              | 1-21             | Das Anführer-Abzeichen                   | Follow The Leader           | 30. Mai 2011                   |
| 22              | 1-22             | Das Einschätzungs-Abzeichen              | Make Or Brake               | 31. Mai 2011                   |
| 23              | 1-23             | Das Saubermach-Abzeichen                 | No Time To Waste            | 1. Juni 2011                   |
| 24              | 1-24             | Das Still-Sein-Abzeichen                 | Quiet Please                | 6. Juli 2011                   |
| 25              | 1-25             | Das Chuggington-Verschönerungs-Abzeichen | Keep Chuggington Beautiful  | 3. Juni 2011                   |
| 26              | 1-26             | Das Anerkennungs-Abzeichen               | Who Do You Appreciate?      | 6. Juni 2011                   |
| 27              | 2-01             | Das Ausruf-Abzeichen                     | Town Criers                 | 2. Oktober 2013                |
| 28              | 2-02             | Das Kurier-Abzeichen                     | Couriers                    | 4. Oktober 2013                |
| 29              | 2-03             | Das Brandwächter-Abzeichen               | Fire Warden Wilson          | 7. Oktober 2013                |
| 30              | 2-04             | Das Find-den-Weg-nach-Hause-Abzeichen    | Home, Wilson                |                                |
| 31              | 2-05             | Das Schnee-Rettungs-Abzeichen            | Pull Together               |                                |
| 32              | 2-06             |                                          | Shape Up                    |                                |
| 33              | 2-07             | Das Zeig-und-Erklär-Abzeichen            | Show And Tell Brewster      | 10. Oktober 2013               |
| 34              | 2-08             | Das Grüne-Lok-Abzeichen                  | Green Machines              | 11. Oktober 2013               |
| 35              | 2-09             | Das Fotografier-Abzeichen                | Chug And Click Wilson       |                                |
| 36              | 2-10             | Das Service-Abzeichen                    | Service With A Smile        |                                |
| 37              | 2-11             | Das Der-Reihe-nach-Abzeichen             | First Things First          | 16. Oktober 2013               |
| 38              | 2-12             | Das Nachtschicht-Abzeichen               | Night Chuggers              |                                |
| 39              | 2-13             | Das Trainer-Abzeichen                    | Trainer Wilson              |                                |
| 40              | 2-14             | Das Trautes-Heim-Glück-allein-Abzeichen  | Home Sweet Home             |                                |
| 41              | 2-15             | Das Lokschutz-Abzeichen                  | Safeguarder Wilson          |                                |
| 42              | 2-16             | Das Waggon-Einsammel-Abzeichen           | Swift Shift                 | 8. März 2013                   |
| 43              | 2-17             | Das Aufpass-Abzeichen                    | Look Out Brewster           |                                |
| 44              | 2-18             | Das Tierfütterungs-Abzeichen             | Wilson’s Winter Feed        |                                |
| 45              | 2-19             |                                          | Share The Load              |                                |
| 46              | 2-20             |                                          | Mind Your Manners           |                                |

## Synchronisationen
In der deutschen Version werden die Stimmen der Charaktere von diesen Sprecherinnen und Sprechern gesprochen:
| Rolle   | Sprecher                                                       |
| ------- | -------------------------------------------------------------- |
| Koko    | Merete Brettschneider                                          |
| Wilson  | Simona Pahl                                                    |
| Bastian | Mia Diekow (bis Staffel 5); Sophie Lechtenbrink (ab Staffel 6) |

## Merchandise
Zur Serie kamen verschiedene Merchandising-Produkte in den Verkauf, insbesondere brachte die Firma RC2 seit 2010 Spielzeuge zu Chuggington in den Handel. Dazu zählen bspw. Modelle der Züge, mit eingespeicherten Sätzen und der Fähigkeit, sich gegenseitig zu erkennen, oder Züge für eine Holzeisenbahn.